# ولیکو ترنوو
ولیکو ترنوو شهری در استان ولیکو ترنوو کشور بلغارستان است که جمعیت آن در سال ۲۰۰۱ میلادی ۶۶٬۹۹۸ نفر بوده‌است.